# Reforço (especiação)

O reforço auxilia a especiação por meio da seleção natural contra híbridos durante o contato secundário de duas populações separadas de uma espécie.

Reforço é um processo de especiação no qual a seleção natural aumenta o isolamento reprodutivo (subdividido em isolamento pré-zigótico e pós-zigótico) entre duas populações de uma espécie. Isso ocorre devido à seleção que atua contra a formação de indivíduos híbridos de baixa aptidão. A ideia foi inicialmente proposta por Alfred Russel Wallace e, por vezes, é chamada de efeito Wallace. O conceito moderno de reforço foi desenvolvido por Theodosius Dobzhansky, que imaginou uma espécie separada alopatricamente que, ao entrar em contato secundário [en], produz híbridos de menor aptidão ao acasalar. A seleção natural surge da incapacidade desses híbridos de gerar descendentes viáveis, favorecendo os indivíduos que não se acasalam com membros da outra população, o que resulta em maior sucesso reprodutivo. Esse processo promove a evolução de um isolamento pré-zigótico mais robusto (diferenças comportamentais ou biológicas que impedem a formação de zigotos híbridos). O reforço é um dos raros casos em que a seleção pode diretamente favorecer o aumento do isolamento pré-zigótico, influenciando o processo de especiação. Esse aspecto tem atraído especial interesse entre biólogos evolutivos.
O apoio ao reforço variou desde sua concepção, e confusões terminológicas e diferenças de uso ao longo da história geraram múltiplos significados e complicações. Diversos biólogos evolutivos levantaram objeções sobre sua plausibilidade. Desde os anos 1990, dados teóricos, experimentais e observações na natureza superaram muitas dessas objeções, tornando o reforço amplamente aceito,:354 embora sua prevalência na natureza ainda seja desconhecida.
Numerosos modelos foram desenvolvidos para entender seu funcionamento na natureza, dependendo de fatores como genética, estruturas populacionais, influências da seleção e comportamentos de acasalamento. Evidências empíricas de reforço existem tanto em laboratório quanto na natureza, com exemplos documentados em uma ampla gama de organismos: vertebrados e invertebrados, fungos e plantas. O contato secundário entre espécies incipientes originalmente separadas (estágio inicial da especiação) está aumentando devido a atividades humanas, como a introdução de espécies invasoras ou a modificação de habitats naturais. Isso tem implicações para medidas de biodiversidade e pode se tornar mais relevante no futuro.

## Histórico
A popularidade do reforço entre estudiosos mudou ao longo do tempo. Jerry Coyne e H. Allen Orr [en] argumentam que a teoria do reforço passou por três fases de desenvolvimento histórico::366
1. plausibilidade baseada em híbridos não aptos;
2. implausibilidade devido a híbridos com alguma aptidão;
3. plausibilidade sustentada por estudos empíricos e modelos biológicos complexos e realistas.

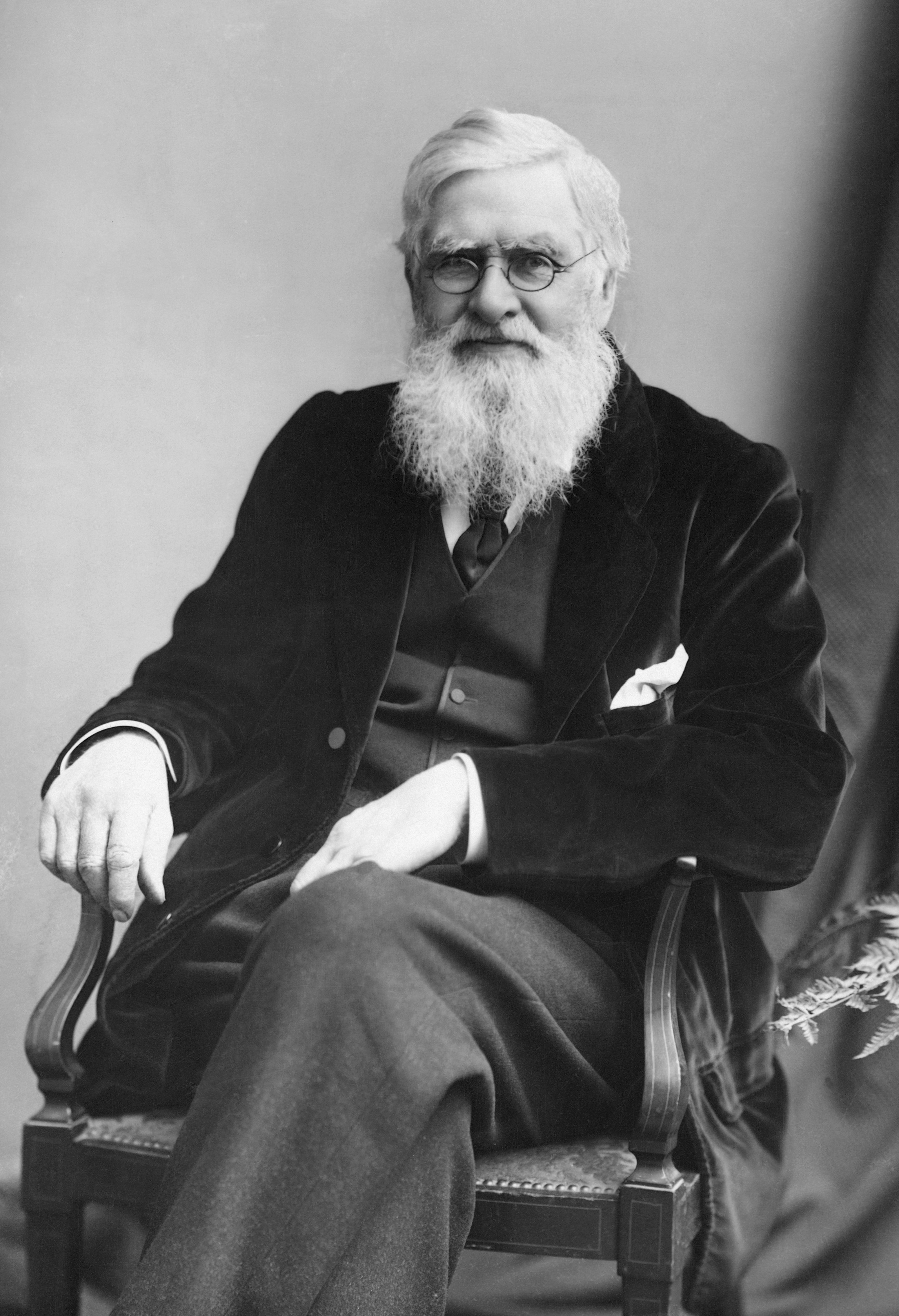
Alfred Russel Wallace propôs em 1889 que o isolamento poderia ser fortalecido por uma forma de seleção.

Chamado às vezes de efeito Wallace, o reforço foi originalmente proposto por Alfred Russel Wallace em 1889.:353 Sua hipótese diferia significativamente da concepção moderna, focando no isolamento pós-zigótico fortalecido por seleção de grupo.:353 Theodosius Dobzhansky foi o primeiro a descrever detalhadamente o processo em 1937,:353 embora o termo "reforço" só tenha sido criado em 1955 por W. Frank Blair [en]. Em 1930, Ronald Fisher apresentou a primeira descrição genética do processo em The Genetical Theory of Natural Selection, e nas décadas de 1960 e 1970 foram realizadas as primeiras simulações computacionais para testar sua plausibilidade.:367 Estudos posteriores de genética populacional e genética quantitativa demonstraram que híbridos completamente não aptos levam inequivocamente a um aumento do isolamento pré-zigótico.:367
A ideia de Dobzhansky ganhou apoio significativo; ele sugeriu que o reforço representava o passo final na especiação, como após o contato secundário de uma população alopátrica.:353 Na década de 1980, muitos biólogos evolutivos começaram a duvidar de sua plausibilidade,:353 não com base em evidências empíricas, mas em teorias que o consideravam um mecanismo improvável de isolamento reprodutivo. Várias objeções teóricas surgiram nessa época e são abordadas na seção "Argumentos contra o reforço" abaixo.
A partir do início dos anos 1990, o reforço recuperou popularidade entre os biólogos evolutivos, impulsionado principalmente por um aumento repentino de dados — evidências empíricas de estudos em laboratório e exemplos encontrados na natureza.:354 Além disso, simulações computacionais dos padrões genéticos e de migração das populações encontraram "algo que parecia reforço".:372 Os trabalhos teóricos mais recentes sobre especiação, como os de Liou e Price, Kelly e Noor, e Kirkpatrick e Servedio, utilizaram simulações computacionais altamente complexas, chegando a conclusões semelhantes: o reforço é plausível sob várias condições e, em muitos casos, mais fácil do que se pensava anteriormente.:374

### Terminologia
Há confusão em torno do significado do termo "reforço". Ele foi usado pela primeira vez para descrever diferenças observadas nas vocalizações de acasalamento de sapos do gênero Gastrophryne em uma zona de contato híbrida secundária. O termo "contato secundário" também foi empregado para descrever o reforço no contexto de uma população separada alopatricamente que entra em contato após a perda de uma barreira geográfica. O efeito Wallace é semelhante ao reforço, mas raramente é usado. Roger Butlin [en] diferenciou o isolamento pós-zigótico incompleto do isolamento completo, chamando o primeiro de reforço e o segundo de deslocamento de caracter reprodutivo. Daniel J. Howard considerou o deslocamento de caráter reprodutivo como representando acasalamento preferencial ou divergência de traços para reconhecimento de parceiros (especificamente entre populações simpátricas). Sob sua definição, o reforço incluía divergência pré-zigótica e isolamento pós-zigótico completo. Servedio e Noor consideram qualquer aumento detectado no isolamento pré-zigótico como reforço, desde que seja uma resposta à seleção contra o acasalamento entre duas espécies distintas. Coyne e Orr argumentam que "o verdadeiro reforço está restrito a casos em que o isolamento é aprimorado entre táxons que ainda podem trocar genes".:352

## Modelos

Os quatro resultados do contato secundário:
(1) Uma barreira extrínseca separa uma população em duas, mas elas entram em contato antes que o isolamento reprodutivo seja suficiente para resultar em especiação. As duas populações se fundem novamente em uma única espécie. (2) Especiação por reforço. (3) Duas populações separadas permanecem geneticamente distintas enquanto enxames híbridos se formam na zona de contato.(4) A recombinação genômica resulta na especiação das duas populações, com uma espécie híbrida adicional. As três espécies são separadas por barreiras reprodutivas intrínsecas.

Uma das formas mais fortes de isolamento reprodutivo na natureza é o isolamento sexual: características dos organismos relacionadas ao acasalamento. Esse padrão levou à ideia de que, como a seleção atua fortemente sobre traços de acasalamento, ela pode estar envolvida no processo de especiação. Esse processo de especiação influenciado pela seleção natural é o reforço e pode ocorrer em qualquer modo de especiação:355 (por exemplo, modos geográficos ou especiação ecológica). Ele requer duas forças evolutivas que atuam na escolha de parceiros: seleção natural e fluxo gênico. A seleção é o principal motor do reforço, pois atua contra genótipos híbridos de baixa aptidão, independentemente de as preferências individuais afetarem a sobrevivência e reprodução. O fluxo gênico, por outro lado, é a força oposta primária, pois a troca de genes entre indivíduos que gera híbridos tende a homogeneizar os genótipos.
Butlin estabeleceu quatro critérios principais para detectar o reforço em populações naturais ou de laboratório:
- Existe fluxo gênico entre dois táxons ou pode-se estabelecer que existiu em algum momento.
- Há divergência de traços associados ao acasalamento entre os dois táxons.
- Os padrões de acasalamento são modificados, limitando a produção de híbridos de baixa aptidão.
- Outras pressões seletivas que levam à divergência do sistema de reconhecimento de parceiros não ocorreram.

Após a especiação por reforço, mudanças após o isolamento reprodutivo completo (e maior isolamento subsequentemente) são uma forma de deslocamento de caracter reprodutivo. Um sinal comum da ocorrência de reforço na natureza é o deslocamento de caráter reprodutivo; as características de uma população divergem em simpatria, mas não em alopatria. Uma dificuldade na detecção é que o deslocamento de caráter ecológico pode resultar nos mesmos padrões. Além disso, o fluxo gênico pode diminuir o isolamento encontrado em populações simpátricas. Dois fatores importantes no resultado do processo dependem de:
1. os mecanismos específicos que causam o isolamento pré-zigótico; e
2. o número de alelos alterados por mutações que afetam a escolha de parceiros.[25]

Em casos de especiação peripátrica, o reforço é improvável de completar a especiação se a população isolada perifericamente entrar em contato secundário com a população principal. Na especiação simpátrica, a seleção contra híbridos é necessária; assim, o reforço pode desempenhar um papel, desde que haja a evolução de algum tipo de compensação de aptidão. Em simpatria, frequentemente se observam padrões de forte discriminação de acasalamento, atribuídos ao reforço. Pensa-se que o reforço seja o agente do isolamento gamético.

### Genética
A genética subjacente ao reforço pode ser compreendida por um modelo ideal de duas populações haploides que experimentam um aumento no desequilíbrio de ligação. Aqui, a seleção rejeita combinações de alelos de baixa aptidão {\displaystyle Bc} ou {\displaystyle bC}, enquanto favorece combinações de alelos {\displaystyle BC} (na primeira subpopulação) e {\displaystyle bc} (na segunda subpopulação). O terceiro lócus {\displaystyle A} ou {\displaystyle a} (os alelos de acasalamento seletivo) afeta o padrão de acasalamento, mas não está diretamente sob seleção. Se a seleção em {\displaystyle B} e {\displaystyle C} causa mudanças na frequência do alelo {\displaystyle A}, o acasalamento seletivo é promovido, resultando em reforço. Tanto a seleção quanto o acasalamento seletivo são necessários, ou seja, os acasalamentos {\displaystyle A\times A} e {\displaystyle a\times a} devem ser mais comuns que os acasalamentos {\displaystyle a\times A} e {\displaystyle A\times a}. Uma restrição na migração entre populações pode aumentar ainda mais a chance de reforço, reduzindo a probabilidade de troca entre os genótipos diferentes.
Um modelo alternativo existe para abordar o antagonismo da recombinação, pois ela pode reduzir a associação entre os alelos relacionados à aptidão e os alelos de acasalamento seletivo que não o são. Modelos genéticos frequentemente diferem em termos do número de traços associados a loci; alguns dependem de um loco por traço e outros em traços poligênicos.

### Estruturas populacionais
A estrutura e os padrões de migração de uma população podem afetar o processo de especiação por reforço. Demonstrou-se que ele ocorre sob um modelo de ilha, com condições de migrações infrequentes em uma direção, e em modelos de migração simétrica, onde as espécies migram uniformemente entre populações.

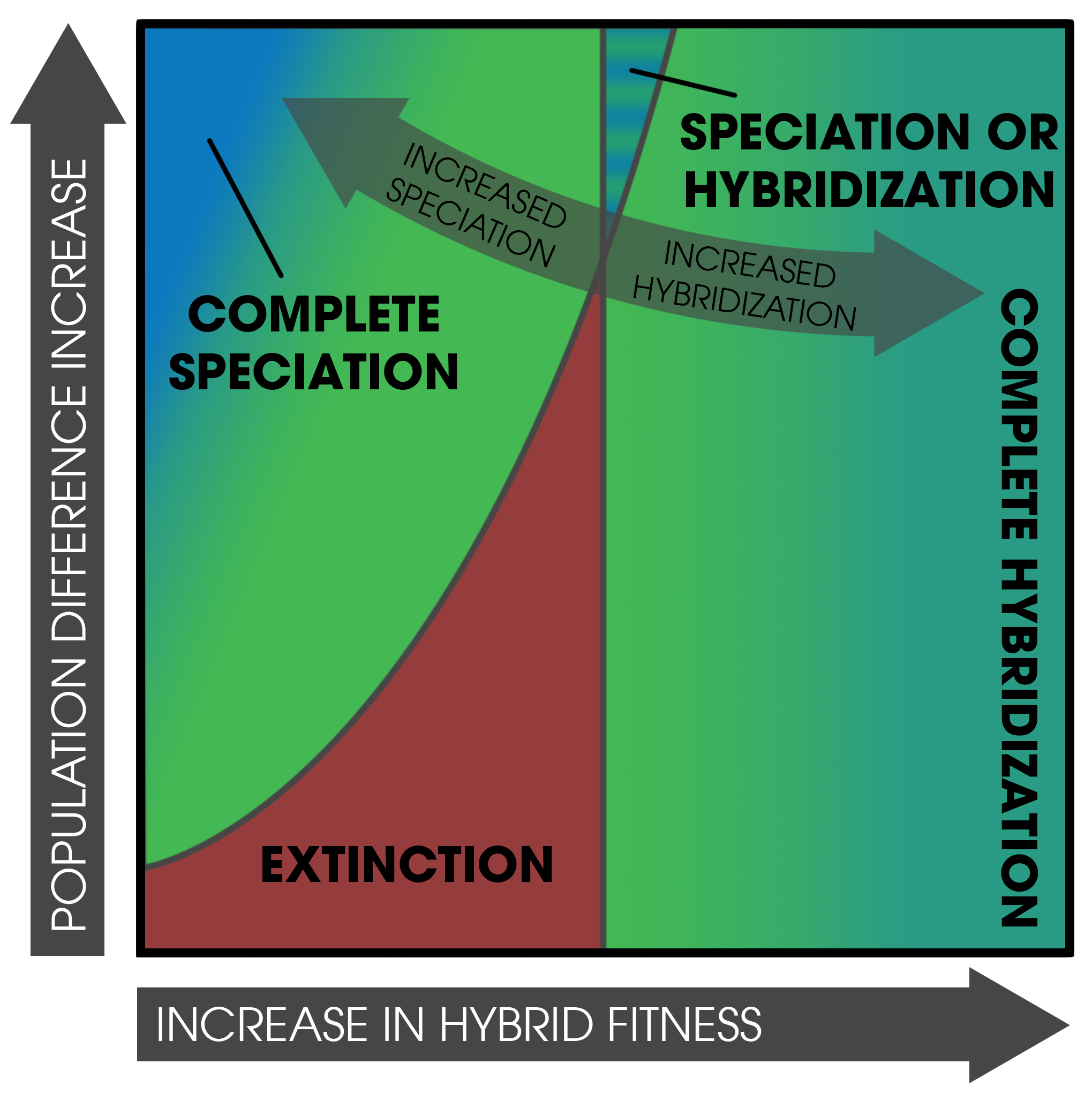
Um espaço de parâmetros representando as condições em que a especiação por reforço pode ocorrer. Aqui, três resultados podem surgir: (1) extinção de uma das populações iniciais; (2) as populações iniciais podem se hibridizar; (3) as populações iniciais podem se especiar. Os resultados são determinados pela divergência inicial e pelo nível de aptidão dos híbridos.

O reforço também pode ocorrer em populações únicas, zonas híbridas em mosaico (distribuições irregulares de formas parentais e subpopulações), e em populações parapátricas com zonas de contato estreitas.
As densidades populacionais são um fator importante no reforço, frequentemente em conjunto com a extinção. É possível que, ao entrarem em contato secundário, uma população se extinga — principalmente devido à baixa aptidão dos híbridos acompanhada por altas taxas de crescimento populacional. A extinção é menos provável se os híbridos forem inviáveis em vez de inférteis, pois indivíduos férteis ainda podem sobreviver tempo suficiente para se reproduzir.

### Seleção
A especiação por reforço depende diretamente da seleção para favorecer um aumento no isolamento pré-zigótico, e a natureza do papel da seleção no reforço tem sido amplamente discutida, com modelos aplicando abordagens variadas. A seleção atuando sobre híbridos pode ocorrer de várias maneiras. Todos os híbridos produzidos podem ter igual baixa aptidão, conferindo uma desvantagem ampla. Em outros casos, a seleção pode favorecer múltiplos e variados fenótipos, como em uma zona híbrida em mosaico. A seleção natural pode atuar sobre alelos específicos tanto diretamente quanto indiretamente. Na seleção direta, a frequência do alelo selecionado é extremamente favorecida. Quando um alelo é indiretamente selecionado, sua frequência aumenta devido a outro alelo ligado sob seleção (desequilíbrio de ligação).
A condição dos híbridos sob seleção pode influenciar o isolamento pós-zigótico, pois a inviabilidade híbrida [en] (um híbrido incapaz de se desenvolver até a idade adulta apta) e a esterilidade (incapacidade total de produzir descendentes) proíbem o fluxo gênico entre populações. A seleção contra os híbridos pode até ser impulsionada por qualquer falha em obter um parceiro, pois isso é efetivamente indistinguível da esterilidade — cada circunstância resulta em nenhum descendente.

### Acasalamento e preferência por parceiro
Alguma divergência inicial na preferência por parceiro deve estar presente para que o reforço ocorra. Quaisquer traços que promovam o isolamento podem estar sujeitos a reforço, como sinais de acasalamento (por exemplo, exibições de corte), respostas a sinais, locais de reprodução [en], o momento do acasalamento (por exemplo, reprodução sazonal [en] como em especiação alocrônica [en]), ou até a receptividade dos ovos. Indivíduos também podem discriminar parceiros que diferem em vários traços, como vocalizações de acasalamento [en] ou morfologia. Muitos desses exemplos são descritos abaixo.

## Evidências

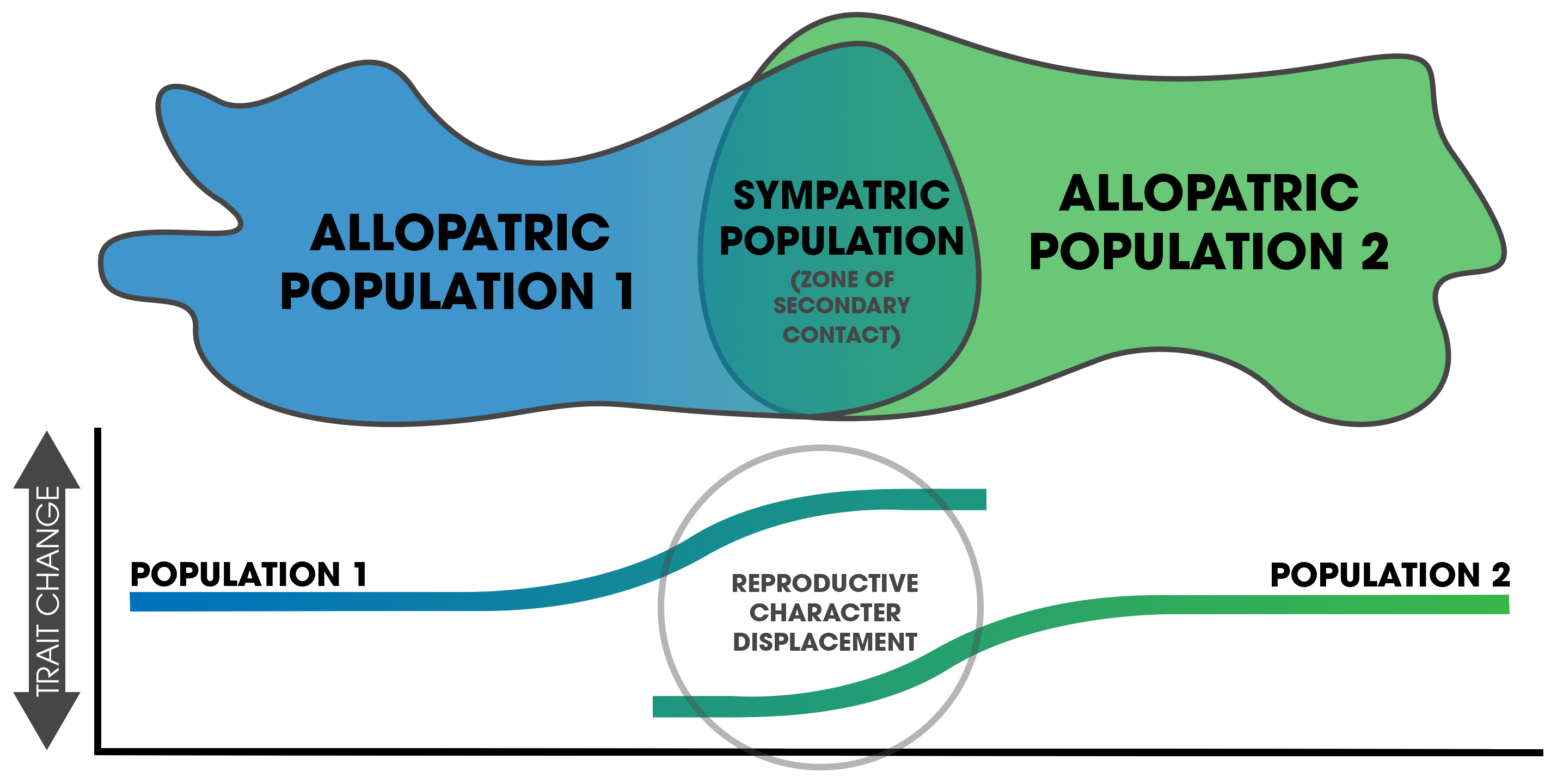
Duas populações alopátricas entram em contato secundário. Em simpatria, a divergência é exibida por mudanças nos traços de acasalamento. Esses padrões de deslocamento de caráter reprodutivo detectados em populações de espécies que existem em zonas de sobreposição indicam que o processo de especiação por reforço ocorreu.

As evidências para o reforço [en] provêm de observações na natureza, estudos comparativos e experimentos em laboratório.:354

### Natureza
O reforço pode ser demonstrado como ocorrendo (ou tendo ocorrido no passado) ao medir a força do isolamento pré-zigótico em uma população simpátrica em comparação com uma população alopátrica da mesma espécie.:357 Estudos comparativos disso permitem determinar padrões em grande escala na natureza entre vários táxons.:362 Padrões de acasalamento em zonas híbridas também podem ser usados para detectar reforço. O deslocamento de caráter reprodutivo é visto como resultado do reforço, então muitos casos na natureza expressam esse padrão em simpatria. A ubiquidade do reforço é desconhecida, mas os padrões de deslocamento de caráter reprodutivo são encontrados em numerosos táxons e são considerados uma ocorrência comum na natureza. Estudos sobre reforço na natureza frequentemente são difíceis, pois explicações alternativas para os padrões detectados podem ser propostas.:358 No entanto, evidências empíricas existem para o reforço em vários táxons e seu papel em precipitar a especiação é conclusivo.

### Estudos comparativos

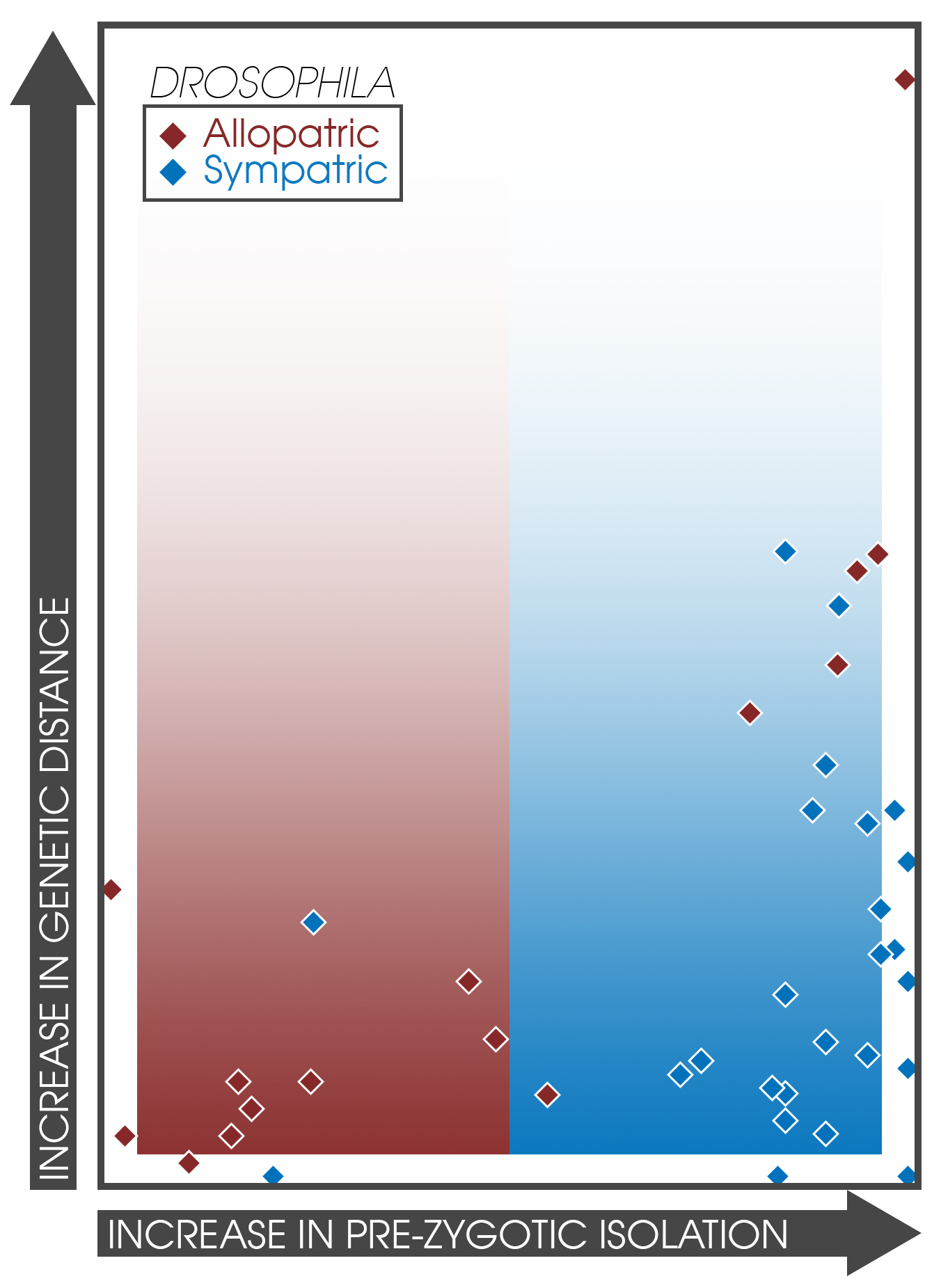
Isolamento pré-zigótico em pares de espécies alopátricas (vermelho) e simpátricas (azul) de Drosophila (moscas-das-frutas). Gradientes indicam as previsões do reforço para populações alopátricas e simpátricas.

Espera-se que o acasalamento seletivo aumente entre populações simpátricas que experimentam reforço. Esse fato permite a comparação direta da força do isolamento pré-zigótico em simpatria e alopatria entre diferentes experimentos e estudos.:362 Coyne e Orr analisaram 171 pares de espécies, coletando dados sobre seu modo geográfico, distância genética e força do isolamento pré-zigótico e pós-zigótico; descobriram que o isolamento pré-zigótico era significativamente mais forte em pares simpátricos, correlacionando-se com a idade das espécies.:362 Além disso, a força do isolamento pós-zigótico não diferiu entre pares simpátricos e alopátricos. Essa descoberta apoia as previsões da especiação por reforço e correlaciona-se bem com um estudo posterior que encontrou 33 estudos expressando padrões de forte isolamento pré-zigótico em simpatria.:363 Uma pesquisa das taxas de especiação em peixes e suas zonas híbridas associadas encontrou padrões semelhantes em simpatria, apoiando a ocorrência de reforço.

### Experimentos em laboratório
Os estudos de laboratório que testam explicitamente o reforço são limitados,:357 com muitos experimentos realizados em moscas-das-frutas do gênero Drosophila. Geralmente, dois tipos de experimentos foram conduzidos: usando seleção artificial para imitar a seleção natural que elimina os híbridos (frequentemente chamada de "destruir os híbridos") e usando seleção disruptiva para selecionar um traço (independentemente de sua função na reprodução sexual).:355–357 Muitos experimentos usando a técnica "destruir os híbridos" são geralmente citados como suporte ao reforço; no entanto, alguns pesquisadores, como Coyne e Orr e William R. Rice e Ellen E. Hostert, argumentam que eles não modelam verdadeiramente o reforço, pois o fluxo gênico é completamente restrito entre as duas populações.:356

## Hipóteses alternativas
Várias explicações alternativas para os padrões observados na natureza foram propostas.:375 Não há uma assinatura única e abrangente do reforço; no entanto, duas possibilidades foram sugeridas::379 a da assimetria sexual (onde fêmeas em populações simpátricas são forçadas a se tornarem seletivas diante de machos diferentes) e a da dominância alélica: quaisquer alelos sob seleção para isolamento deveriam ser dominantes. Embora essa assinatura não explique totalmente as probabilidades de fixação ou o deslocamento de caráter ecológico.:380 Coyne e Orr expandem a assinatura da assimetria sexual e sustentam que, independentemente das mudanças observadas em fêmeas e machos em simpatria, o isolamento é mais impulsionado pelas fêmeas.:380

### Influências ecológicas ou etológicas
A ecologia também pode desempenhar um papel nos padrões observados — chamado deslocamento de caráter ecológico. A seleção natural pode reduzir a sobreposição de nichos entre espécies em vez de agir para reduzir a hibridização.:377 Embora um experimento com peixes esganagatas da família Gasterosteridae que testou explicitamente essa hipótese não tenha encontrado evidências.
Interações entre espécies também podem resultar em deslocamento de caráter reprodutivo (tanto na preferência por parceiros quanto no sinal de acasalamento). Exemplos incluem pressões de predação e competição, parasitas, polinização enganosa e mimetismo. Como esses e outros fatores podem resultar em deslocamento de caráter reprodutivo, Conrad J. Hoskin e Megan Higgie forneceram cinco critérios para distinguir o reforço de influências ecológicas e etológicas:
1. traços de acasalamento são identificados na espécie focal;
2. traços de acasalamento são afetados por uma interação entre espécies, de modo que a seleção sobre esses traços é provável;
3. interações entre espécies diferem entre populações (presentes vs. ausentes, ou diferentes interações afetando os traços de acasalamento em cada população);
4. traços de acasalamento (sinal e/ou preferência) diferem entre populações devido a diferenças nas interações entre espécies;
5. a especiação requer demonstrar que a divergência nos traços de acasalamento resulta em isolamento sexual completo ou quase completo entre populações. Os resultados serão mais informativos em um cenário biogeográfico bem resolvido, onde a relação e a história entre as populações são conhecidas.[20]

### Fusão
É possível que o padrão de isolamento aprimorado seja apenas um resultado temporário do contato secundário, onde duas espécies alopátricas já possuem uma gama variável de isolamento pré-zigótico: algumas exibindo mais que outras. Aquelas com isolamento pré-zigótico mais fraco eventualmente se fundirão, perdendo sua distinção. Essa hipótese não explica o fato de que espécies individuais em alopatria, experimentando fluxo gênico consistente, não difeririam nos níveis de fluxo gênico ao entrar em contato secundário. Além disso, padrões detectados em Drosophila mostram altos níveis de isolamento pré-zigótico em simpatria, mas não em alopatria. A hipótese da fusão prevê que um forte isolamento deveria ser encontrado tanto em alopatria quanto em simpatria. Esse processo de fusão é pensado para ocorrer na natureza, mas não explica completamente os padrões encontrados com o reforço.:376

### Simpatria

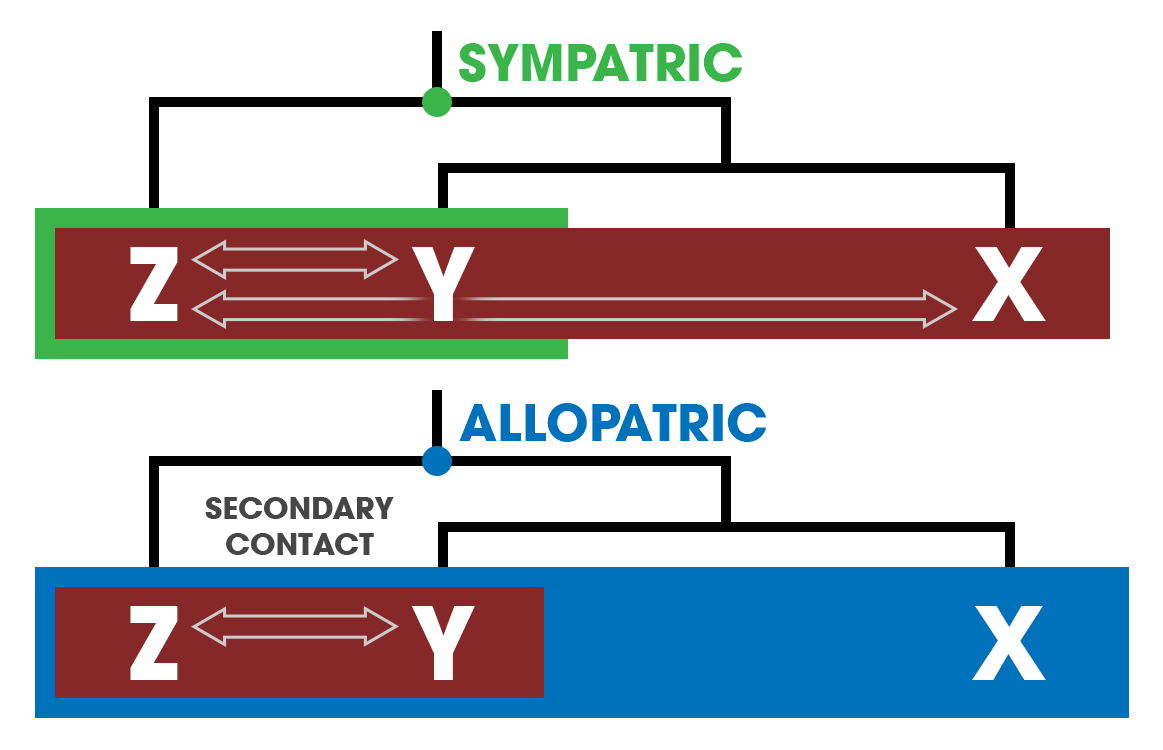
Assinatura filogenética para distinguir especiação simpátrica de reforço. Um isolamento pré-zigótico mais forte (indicado pelas caixas vermelhas e setas associadas) deveria ser detectado entre Z e Y e entre Z e X se a espécie Z se especiou simpátricamente (verde) a partir do ancestral comum das espécies Y e X. Se Z, Y e X se especiaram alopatricamente (azul), com Z e Y entrando em contato secundário, um forte isolamento pré-zigótico deveria ser encontrado entre Z e Y, mas não entre Z e X.

É possível que o processo de especiação simpátrica em si resulte nos padrões observados de reforço.:378 Um método para distinguir entre os dois é construir uma história filogenética das espécies, pois a força do isolamento pré-zigótico entre um grupo de espécies relacionadas deve diferir de acordo com como elas se especiaram no passado. Outras duas maneiras de determinar se o reforço ocorre (em oposição à especiação simpátrica) são:
- se dois táxons recentemente especiados não mostram sinais de isolamento pós-zigótico em populações simpátricas e alopátricas (na especiação simpátrica, o isolamento pós-zigótico não é um pré-requisito);[46]
- se existe um cline entre duas espécies ao longo de uma gama de traços (a especiação simpátrica não requer a existência de um cline).[47]

### Seleção sexual
Em um processo desenfreado (semelhante ao modelo da seleção sexual de Fisher), a seleção contra híbridos de baixa aptidão favorece o acasalamento seletivo, aumentando rapidamente a discriminação por parceiros. Além disso, quando há baixo custo para as preferências das fêmeas por parceiros, mudanças nos fenótipos masculinos podem resultar, expressando um padrão idêntico ao do deslocamento de caráter reprodutivo. O isolamento pós-zigótico não é necessário, sendo iniciado simplesmente pelo fato de que híbridos não aptos não conseguem parceiros.

## Argumentos contra o reforço
Várias objeções foram levantadas, principalmente na década de 1980, argumentando que o reforço é implausível.:369 A maioria depende de trabalhos teóricos que sugeriram que o antagonismo entre as forças da seleção natural e o fluxo gênico eram as maiores barreiras para sua viabilidade.:369–372 Essas objeções foram amplamente contraditadas por evidências da natureza.:372

### Fluxo gênico
Preocupações sobre o papel da aptidão híbrida no reforço levaram a objeções baseadas na relação entre seleção e recombinação.:369 Ou seja, se o fluxo gênico não for zero (se os híbridos não forem completamente não aptos), a seleção não pode fixar alelos para o isolamento pré-zigótico. Por exemplo: se a população {\displaystyle X} tem o alelo isolante pré-zigótico {\displaystyle A} e os alelos pós-zigóticos de alta aptidão {\displaystyle B} e {\displaystyle C}, e a população {\displaystyle Y} tem o alelo pré-zigótico {\displaystyle a} e os alelos pós-zigóticos de alta aptidão {\displaystyle b} e {\displaystyle c}, os genótipos {\displaystyle ABC} e {\displaystyle abc} experimentarão recombinação diante do fluxo gênico. De alguma forma, as populações devem ser mantidas.:369
Além disso, alelos específicos que têm vantagem seletiva dentro das populações sobrepostas são úteis apenas dentro dessa população. No entanto, se forem seletivamente vantajosos, o fluxo gênico deveria permitir que esses alelos se espalhassem por ambas as populações. Para evitar isso, os alelos teriam que ser deletérios ou neutros.:371 Isso não é isento de problemas, pois o fluxo gênico de regiões alopátricas presumivelmente grandes poderia sobrecarregar a área quando duas populações se sobrepõem.:371 Para que o reforço funcione, o fluxo gênico deve estar presente, mas muito limitado.
Estudos recentes sugerem que o reforço pode ocorrer sob uma gama mais ampla de condições do que se pensava anteriormente:372–373 e que o efeito do fluxo gênico pode ser superado pela seleção. Por exemplo, as duas espécies Drosophila santomea e Drosophila yakuba na ilha africana de São Tomé ocasionalmente se hibridizam, resultando em fêmeas férteis e machos estéreis. Esse cenário natural foi reproduzido em laboratório, modelando diretamente o reforço: a remoção de alguns híbridos e a permissão de níveis variados de fluxo gênico. Os resultados do experimento sugeriram fortemente que o reforço funciona sob várias condições, com a evolução do isolamento sexual surgindo em 5 a 10 gerações de moscas.

### Requisitos rápidos
Em conjunto com a hipótese da fusão, o reforço pode ser visto como uma corrida contra a fusão e a extinção. A produção de híbridos não aptos é efetivamente o mesmo que uma desvantagem heterozigótica; uma perturbação do equilíbrio genético causa a perda do alelo não apto. Esse efeito resultaria na extinção de uma das populações. Essa objeção é superada quando ambas as populações não estão sujeitas às mesmas condições ecológicas.:370 Ainda assim, é possível que a extinção de uma população ocorra, como foi demonstrado em simulações populacionais. Para que o reforço ocorra, o isolamento pré-zigótico deve acontecer rapidamente.:370